# Guy Hardy
Guy Hardy est un courtier d'assurances, homme d'affaires et homme politique québécois, qui a été élu député à l'Assemblée nationale du Québec lors de l'élection générale québécoise de 2014, représentant la circonscription électorale de Saint-François en tant que membre du Parti libéral du Québec. Lors de cette élection, il a défait le ministre de la Santé Réjean Hébert par plus de 2000 voix. Il quitte la vie politique en 2018.

## Biographie
Guy Hardy détient une formation en assurances. Il a été courtier d’assurances chez Allstate et La Métropolitaine à Sherbrooke. Il a également été gérant de deux commerces Duro-Vitres d’auto à Sherbrooke et à Québec, puis propriétaire d’un centre de réparation d’automobiles VitroPlus à Sherbrooke ainsi que d’un centre de location de véhicules Discount. Il s'est engagé dans l'action bénévole pour le Centre hospitalier universitaire de Sherbrooke (CHUS), la Fondation Mgr. Jean-Marie-Fortier et la Chambre de commerce de Sherbrooke. Il fait également partie de plusieurs conseils d'administration lors de sa carrière.